# Lijst van voetbalinterlands Luxemburg - Servië
Deze lijst van voetbalinterlands is een overzicht van alle officiële voetbalwedstrijden tussen de nationale teams van Luxemburg en Servië. De landen hebben tot op heden vier keer tegen elkaar gespeeld. De eerste ontmoeting, een kwalificatiewedstrijd voor het Europees kampioenschap voetbal 2020, vond plaats op 10 september 2019 in Luxemburg. Het laatste duel, een kwalificatiewedstrijd voor het Wereldkampioenschap voetbal 2022, vond plaats op 9 oktober 2021 in de Luxemburgse hoofdstad.

## Wedstrijden
| № | Plaats    | Datum             | Competitie           | Wedstrijd          | Uitslag |
| - | --------- | ----------------- | -------------------- | ------------------ | ------- |
| 1 | Luxemburg | 10 september 2019 | EK 2020 kwalificatie | Luxemburg − Servië | 1 − 3   |
| 2 | Belgrado  | 14 november 2019  | EK 2020 kwalificatie | Servië − Luxemburg | 3 − 2   |
| 3 | Belgrado  | 4 september 2021  | WK 2022 kwalificatie | Servië − Luxemburg | 4 − 1   |
| 4 | Luxemburg | 9 oktober 2021    | WK 2022 kwalificatie | Luxemburg − Servië | 0 − 1   |

## Samenvatting
| Competitie      | Totaal gespeeld | Winst Luxemburg | Gelijk | Winst Servië | Doelsaldo Luxemburg – Servië |
| --------------- | --------------- | --------------- | ------ | ------------ | ---------------------------- |
| WK-kwalificatie | 2               | 0               | 0      | 2            | 1 − 5                        |
| EK-kwalificatie | 2               | 0               | 0      | 2            | 3 − 6                        |
| Totaal          | 4               | 0               | 0      | 4            | 4 − 11                       |